# José Manuel Vieira
José Manuel Vieira (Caracas, Venezuela, 26 de julio de 1961) es un actor de doblaje, locutor deportivo y periodista venezolano, que ha participado en varias series de televisión, animaciones y documentales. Es reconocido por sus papeles como Edward Elric en Fullmetal Alchemist, Alucard de Hellsing, La segunda voz de Dexter Morgan en Dexter, la primera voz de Fantasma del Espacio en Fantasma del Espacio de costa a costa y otro sinfín de roles. Además es actor de teatro y cine y ha actuado en diversas películas como en La vida honorable de Procopio Gómez o en Alegría, Pasión y Muerte. También ha trabajado como narrador de fútbol en las emisoras venezolanas FM Center, Meridiano Televisión y Venevisión. Entró al doblaje gracias a Lilo Schmid quien lo conoció en un ensayo de una obra de teatro.

## Filmografía

### Anime
- Samurai 7 - Ukyo
- The Twelve Kingdoms - Keiki
- Slayers - Rezo

- Fullmetal Alchemist - Edward Elric
- Fullmetal Alchemist: Brotherhood - Edward Elric

- I'm Gonna Be An Angel! - Miguel
- Planet Survival - Howard

- Hellsing - Alucard
- Hack//SIGN - Crim
- .hack//Legend of the Twilight - Tom
- Wolf's Rain - Lord Orkham y Padre de Leara
- Hungry Heart - Koji Jefferson Sakai
- Excel Saga - Sumiyoshi
- Baby Baachan - Prof. Barano
- Trinity Blood - Tres Iqus (Pistolero)

### Películas de animé
- El oro de los ninjas - Jubei Kibagami

### Series Animadas
- Fantasma del Espacio de costa a costa - Fantasma del Espacio (1.ª voz)
- Biografía Toon - Fantasma del Espacio
- Un siglo de sonrisas - Fantasma del Espacio
- Comerciales de Cartoon Network - Fantasma del Espacio

- Charlie Brown's All-Stars - Charlie Brown
- It's the Great Pumpkin, Charlie Brown - Charlie Brown
- It's Magic, Charlie Brown - 'Charlie Brown
- Estás en Nickelodeon, Charlie Brown - Charlie Brown
- Danny Phantom - Jack Phantom
- Catdog - El conejo Rancio
- Harry y su cubeta de dinosaurios - Pterence
- Fifi y los Floriguitos - Stingo
- Paz el pingüino - Paz
- Clifford, el gran perro rojo - Mac
- Save-Ums! - Raimundo Hormiga
- Tracey McBean - Jorge
- Jay Jay, el avioncito - Narrador
- Meteoro y los Supercamiones - Amby
- Superman: La serie animada - Joey (eps 5),Karkull, Gnaww, Orion, Ben Martin, Cnel. Sam Lane, Copiloto, Presentador, El joven
- Extremodinos - Voces adicionales

### Documentales
- Alienígenas ancestrales - Narrador
- Historia de la pintura - Narrador
- Contacto extraterrestre - Narrador
- Secretos de La Biblia - Narrador

### Frases célebres
- Se abre el telón del primer acto (Al iniciar un partido de fútbol)
- Telón final, se acabó la función, la marquesina en... (Nombre del estadio donde se desarrolló el partido de fútbol) indica que... (Al concluir un partido de fútbol)